# Elyseo de Siqueira
Elyseo de Siqueira, o Elyseo (São Paulo, 14 de junho de 1914 — São Paulo, 29 de maio de 1990), foi um futebolista brasileiro da primeira metade do século XX.

## Biografia
No São Paulo, o atacante Elyseo foi o primeiro artilheiro do clube em um campeonato paulista (APEA) em 1938, com 13 gols, depois de sua refundação.

## Carreira
- São Paulo (1938-1940), onde fez 49 jogos, com 27 vitórias, 5 empates, 17 derrotas, com um total de 36 gols.
- Jogou também no Corinthians e no Palestra Itália.

## Artilharia
São Paulo
- Campeonato Paulista: (APEA) 1938 - 13 gols